# Samurai Girl
Samurai Girl è una miniserie televisiva in sei puntate, prodotta da Bob Levy e liberamente tratta dalla saga Samurai Girl di Carrie Asai. I protagonisti sono Jamie Chung, Brendan Fehr e Stacy Keibler. La miniserie è stata trasmessa per la prima volta sul canale ABC Family il 5 settembre 2008. In Italia è stata trasmessa in chiaro per la prima volta da Italia 1 il 31 agosto 2010.

## Trama
La serie ruota attorno alla vita della protagonista, che all'età di sei mesi è l'unica sopravvissuta di un disastro aereo. La stampa la chiama Heaven, perché sembra che sia delicatamente caduta dal cielo. Poco dopo viene adottata dalla potente e ricca famiglia Kogo, vivendo così una vita di agi. Diciannove anni dopo la sua vita prende una piega inaspettata: al proprio matrimonio viene attaccata da un gruppo di ninja e suo fratello, Hiko, perde la vita per salvarla; poco prima di morire, però, la avverte che la Yakuza si è infiltrata nella loro famiglia. Così la giovane fugge dalla famiglia e inizia un duro addestramento per diventare samurai e combattere contro la Yakuza.

### Episodio 1 -Il libro della spada: parte 1
Heaven sta mangiando di nascosto dei donut con glassa d'acero quando viene colta di sorpresa da suo fratello Hiko, che le annuncia la sua partenza per San Francisco per andare dal suo amico Jake e le dà una collana come regalo di compleanno.
Un anno dopo la giovane sta per sposarsi con Teddy Yukimura proprio a San Francisco e alla cerimonia irrompono dei ninja della Yakuza. Hiko viene ucciso nel tentativo di difendere Heaven e suo padre viene ferito. La ragazza fugge e, nascondendosi dalla polizia, che la sta cercando, si ritrova ad un party proprio mentre la padrona di casa, Cheryl, sta lasciando il suo ragazzo fedifrago. Il mattino dopo Cheryl trova Heaven nascosta nel suo armadio. Le due ragazze fanno amicizia e Cheryl le presenta il suo coinquilino, Otto, un esperto di computer, grazie al quale Heaven riesce a trovare Jake, il miglior amico di Hiko. Giunta nel suo loft, scopre che il fratello le ha lasciato uno zaino con dentro un passaporto falso per un monastero zen in Indonesia, dei soldi e un videomessaggio registrato in cui le chiede di partire subito perché in grave pericolo. Heaven, tuttavia, decide di rimanere a San Francisco e di indagare sulla propria famiglia, così ritorna al Kogo Towers Hotel, dove alloggia. Non appena cerca di accedere al computer di suo padre, viene scoperta da una cameriera ed è costretta a fuggire portando con sé il laptop. Scappa dalle guardie disseminate per l'intero hotel e viene salvata da Jake, che la riporta al suo loft.
Dopodiché Heaven chiama Otto per chiedere il suo aiuto per accedere al laptop del padre, dato che non conosce la password. Otto riesce ad entrare nel computer e scopre dei video in cui viene torturato l'autista personale del signor Kogo, Noriyuki, nonché grande amico di Heaven. Mentre cercano di scoprire la sorgente di provenienza dei file, un programma di sicurezza secondario nascosto elimina tutti i file contenuti nel computer, non prima però di aver scoperto che essi provenivano da un night club cittadino. Heaven e Jake vi si recano per salvare Noriyuki, ma vengono colti da un agguato di alcuni membri della Yakuza. Dopo averli messi fuori combattimento, trovano Noriyuki e lo salvano poco prima che egli compia un seppuku. Tornati al loft di Jake, Heaven consegna a Noriyuki la borsa lasciatale da suo fratello ed egli le rivela un'antica leggenda che la vede come protagonista.

### Episodio 2 -Il libro della spada: parte 2
Heaven inizia ad allenarsi con Jake, maestro di arti marziali, per diventare samurai. Presto scopre che Jake un tempo faceva parte di un gruppo assassino di ninja della Yakuza e, spinta da un grande desiderio di vendetta, gli chiede come trovare il ninja che ha ucciso suo fratello. Il maestro, tuttavia, le risponde che è troppo pericoloso. In un supermercato in cui si reca insieme a Jake, che la aspetta fuori, Heaven incontra un uomo chiamato Severin, che sta indagando sulla sua famiglia e sulla Yakuza e la invita a tornare a casa. La giovane va a casa di Cheryl, dove controlla la sua casella e-mail. Irrompono due ninja armati, così Cheryl, Heaven e Otto fuggono al loft di Jake. Nello scontro con uno dei due ninja, il capo degli assassini, Heaven scopre che era stato suo padre ad organizzare l'attacco al suo matrimonio. Severin incontra di nuovo Heaven per informarla che la collana regalatale da Hiko è in realtà un dispositivo per la localizzazione; inoltre le chiede di aiutarlo per distruggere l'impero di suo padre, così la giovane si convince a tornare a casa.

### Episodio 3 -Il libro del cuore: parte 1
Quando Heaven parte per casa, Severin la avverte che suo padre è un uomo molto pericoloso e, data l'incredulità della giovane, le svela anche che ha ucciso Yuji Yukimura, padre di Teddy. Giunta a casa, la ragazza scopre di essere parte di un'antica profezia. Con l'aiuto di Severin, Cheryl e Otto, Haven si intrufola nell'ufficio del padre e ruba il documento riguardante la profezia. Dopo un incontro col padre di Heaven, Teddy le racconta la storia della profezia mentre si accinge a partire.

### Episodio 4 -Il libro del cuore: parte 2
Di ritorno dal funerale di Hiko, Sato, uno dei soci del padre di Heaven, racconta a Tasuke che la figlia era una spia che si stava dirigendo verso una destinazione ignota quando Jake l'aveva salvata e portata via dall'hotel dopo aver rubato una spada leggendaria, detta il "sussurro della morte". Per non farsi vedere dal padre e dalle sue guardie, Heaven e Jake fingono di baciarsi e riuscono così a fuggire. Quando finalmente ritornano al loft, vi trovano Karen, l'ex ragazza di Jake, verso la quale Heaven prova gelosia.
Severin cerca di leggere il testo della profezia, ma è incomprensibile perché scritto in una lingua antica. Per tradurlo, l'uomo chiede aiuto a un noto professore, il dottor Fleming, che ha bisogno, però, di un antico cifrario inciso su delle ossa custodite al consolato giapponese. Heaven, Severin e Cheryl si introducono al consolato e rubano le ossa. Una parte della profezia, però, si trova nelle montagne della Sierra Nevada, quindi Severin e Heaven vi si avviano per recuperarla. Jake li raggiunge e scoprono che Sato ed i suoi uomini sono già arrivati in cima passando per un sentiero, così decidono di scalare il monte Kyra. Mentre Fleming, di cui Cheryl si è innamorata, esamina i reperti, Karen si introduce nel suo ufficio e lo uccide. Intanto, due moschettoni usati da Heaven, Jake e Severin si rompono, lasciando Heaven attaccata alla parete e Severin e Jake che ondeggiano nel vuoto sotto di lei. Severin consiglia alla giovane di tagliare la sua corda, perché altrimenti precipiterebbero entrambi.

### Episodio 5 -Il libro dell'ombra: parte 1
Severin e Jake urlano ad Heaven di tagliare una delle loro corde. La ragazza, riluttante, taglia allora la corda di Jake, facendolo precipitare dalla montagna. Heaven resta raggelata, mentre Severin le ordina di arrampicarsi, per non rendere vana la morte di Jake. Heaven e Severin non riescono, infine, a recuperare lo specchio, parte fondamentale della profezia, tornando a casa a mani vuote. Nel frattempo Jake, sopravvissuto alla caduta, recupera lo specchio e cattura Sato. Otto e Cheryl informano Heaven sulla vera identità di Karen, così Heaven comincia a diventare sospettosa, senza però informare Jake, tornato al loft sano e salvo. Dopo aver fatto un pasticcio col riciclaggio di denaro sporco di Tasuke, Karen pugnala Sato e si ferisce per far sembrare che quest'ultimo sia scappato.

### Episodio 6 -Il libro dell'ombra: parte 2
Dopo aver ferito anche Jake, Karen picchia Heaven e rapisce Cheryl. Dopo aver visitato Jake all'ospedale, parte fuori Kyoto in Giappone. Nel frattempo Severin interroga Tasuke, che è stato arrestato e racconta tutto sul "protocollo Morishi". Alla fine Heaven uccide Karen e così sopravvive al protocollo Morishi, visto che il suo destino era quello di morire per far sopravvivere un'altra persona, ma così non è stato. Heaven, Cheryl e Severin ritornano al loft, ma scoprono che Jake è partito perché aveva bisogno di riflettere. Cinque mesi dopo Heaven lavora come cameriera e Otto le porta una lettera di Jake. Alla fine tornando a casa, Heaven viene fermata da Sato e accerchiata da ninja: la giovane si prepara a combattere.